# 2960 Ohtaki
2960 Ohtaki è un asteroide della fascia principale. Scoperto nel 1977, presenta un'orbita caratterizzata da un semiasse maggiore pari a 2,2210117 au e da un'eccentricità di 0,1133877, inclinata di 4,50826° rispetto all'eclittica.
L'asteroide è dedicato al comune giapponese di Ōtaki, uno dei tre su cui sorge l'Osservatorio di Kiso. Agli altri due comuni sono stati dedicati 2470 Agematsu e 2924 Mitake-mura.